# Тофија
Тофија (итал. Toffia) је насеље у Италији у округу Ријети, региону Лацио.
Према процени из 2011. у насељу је живело 724 становника. Насеље се налази на надморској висини од 264 м.

## Становништво
Према резултатима пописа становништва 2011. у општини је живело 1.002 становника.
| 1931. | 1936. | 1951. | 1961. | 1971. | 1981. | 1991. | 2001. | 2011. |
| ----- | ----- | ----- | ----- | ----- | ----- | ----- | ----- | ----- |
| 958   | 954   | 1.018 | 844   | 758   | 758   | 829   | 905   | 1.002 |